# Joseph Labbé
Joseph Henry Labbé (ur. 8 listopada 1864 w Paryżu, zm. 11 stycznia 1944 w Verneuil-sur-Avre) – francuski strzelec, olimpijczyk. 
Brał udział w Letnich Igrzyskach Olimpijskich 1900. Zajął 7. miejsce w trapie. Z wynikiem 57 punktów uplasował się również na 6. pozycji w pistolecie szybkostrzelnym z 25 m (konkurencja nie uznana przez MKOl za oficjalną). 

## Wyniki

### Igrzyska olimpijskie
| Igrzyska   | Konkurencja | Wynik   | Miejsce | Źródło |
| ---------- | ----------- | ------- | ------- | ------ |
| Paryż 1900 | Trap        | 12 pkt. | 7       | [ 3 ]  |